# István Csom
István Csom (* 2. Juni 1940 in Sátoraljaújhely; † 28. Juli 2021) war ein ungarischer Schachgroßmeister und -schiedsrichter.

## Leben
Den FIDE-Titel Internationaler Meister erhielt er 1967, den Großmeistertitel 1973. Ab 1991 war er auch offizieller Internationaler Schiedsrichter der FIDE. Der Ungarische Schachverband verlieh ihm 2005 den Maróczy-Preis. Im selben Jahr erhielt er das Offizierskreuz des Ungarischen Verdienstordens.
1972 und 1973 (geteilt) wurde er ungarischer Meister. Er gewann Turniere in zum Beispiel Amsterdam (1969), Olot (1973), Cleveland und das Zonenturnier in Pula (1975), sowie Hannover (1976), Berlin (1979), Kopenhagen (1983), Järvenpää (1985) und Delhi (1987). Bei der Seniorenweltmeisterschaft 2001 im italienischen Arco belegte er hinter Jānis Klovāns den zweiten Platz.
Als Trainer trainierte er Ferenc Berkes.

## Mannschaftsschach

### Nationalmannschaft
Csom nahm mit der ungarischen Mannschaft zwischen 1968 und 1988 an neun Schacholympiaden teil. Er gewann die Schacholympiade 1978, außerdem erreichte er 1970, 1972 und 1980 zweite Plätze und erzielte 1980 zudem das beste Einzelergebnis am vierten Brett.
Bei der Mannschaftsweltmeisterschaft 1985 in Luzern belegte er mit dem ungarischen Team den zweiten Platz, er selbst erreichte am ersten Reservebrett das zweitbeste Einzelergebnis. Zwischen 1970 und 1992 nahm Csom an sechs Mannschaftseuropameisterschaften teil. Mit der Mannschaft erreichte er drei zweite und zwei dritte Plätze, 1973 gewann er die Einzelwertung am fünften Brett.

### Vereine
In den 1970er- und 1980er-Jahren spielte Csom für Spartacus Budapest, mit dem er sechsmal am European Club Cup teilnahm und diesen 1982 gewann, später für den ASE Paks. Im österreichischen Ligabetrieb spielte Csom bis zur Saison 2001/02 für Stein/Steyr, seit der Saison 2007/08 für Kremsmünster; im deutschen Vereinsschach spielte er zuletzt für den Preetzer TSV in der Saison 2001/02. 